# فریمانه
فریمانه، روستایی است از توابع بخش مرکزی شهرستان جغتای استان خراسان رضوی ایران.

## جمعیت
این روستا در دهستان جغتای قرار داشته و بر اساس سرشماری سال ۱۳۸۵ جمعیت آن ۱٬۶۳۶ نفر (۳۹۵ خانوار)
بوده‌است.